# Forschungstauchen
Beim Forschungstauchen nehmen Taucher wissenschaftliche Aufgaben unter Wasser wahr.

## Aufgaben des Forschungstauchen

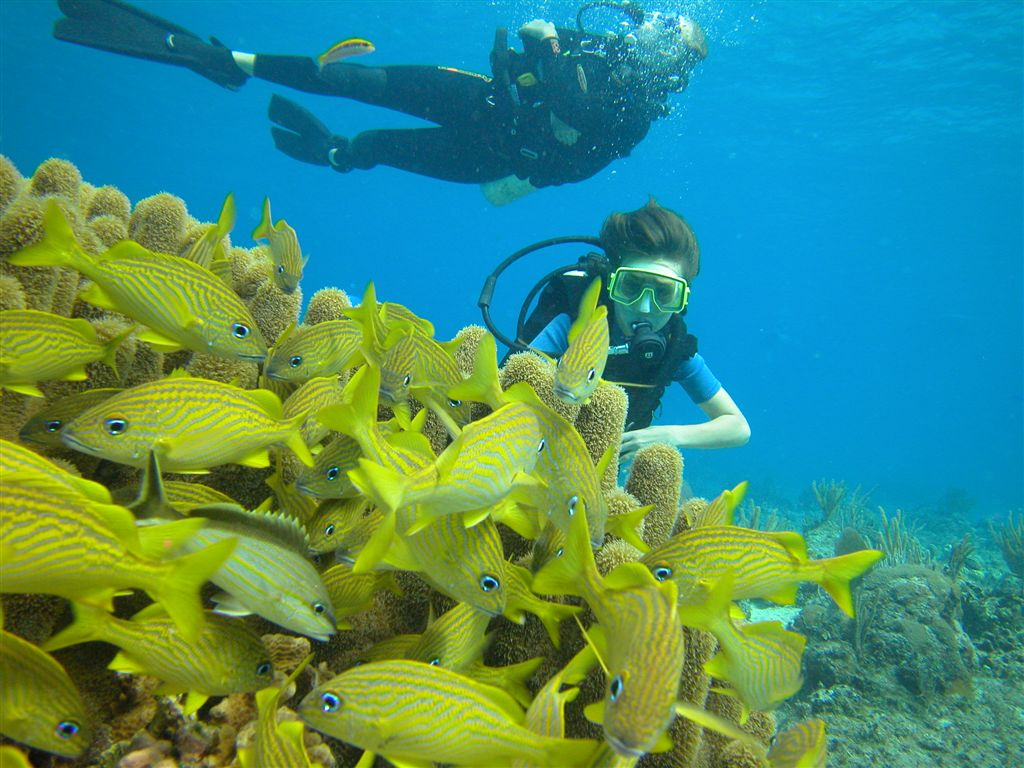
Biologische Beobachtungen

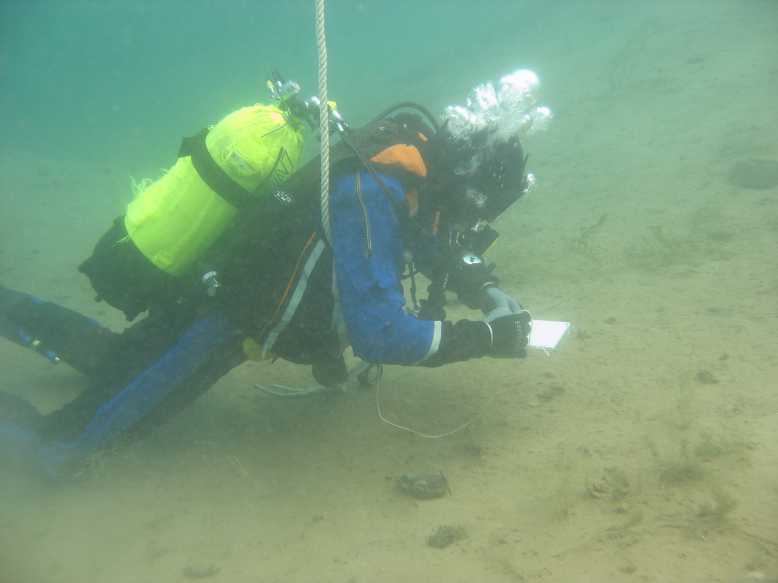
Forschungstaucher mit Schreibtafel

Aufgaben eines Forschungstauchers umfassen die Durchführung wissenschaftlicher Arbeiten unter Wasser in den unterschiedlichen wissenschaftlichen Disziplinen bzw. im weiteren Sinne die professionelle Anwendung der Methodik „Tauchen“ zum Erreichen wissenschaftlicher Ziele.
Die umfassten Gebiete sind u. a. Biologie, Geologie, Hydrogeologie, Geoökologie, Archäologie (Siehe auch: Unterwasserarchäologie), Humanbiologie und Tauchmedizin, kurz gesagt die „Bio- und Geowissenschaften“, die Umweltwissenschaften und die Ingenieurwissenschaften. Der Einsatz in Rundfunk- und Fernsehanstalten sowie in Betriebswirtschaft und Marketing stellen weitere Einsatzgebiete dar. Die Ingenieurwissenschaften nutzen das Forschungstauchen z. B. zum Teil zur Erfassung und Visualisierung im Rahmen von Bauwerksprüfungen unter Wasser.

## Tauchen für die Wissenschaft
Grundlage des wissenschaftlichen Tauchens in Deutschland ist, wie bei jeder beruflichen Tätigkeit, eine klare und schriftliche Aufzeichnung der Verantwortlichkeiten vor der Ausübung der Tätigkeit selbst. Hierzu wird für einen Forschungstaucheinsatz durch den Unternehmer zunächst schriftlich ein fachlich geeigneter und erfahrener Taucheinsatzleiter bestellt, der wiederum eine geeignete Tauchgruppe zusammenstellt. Der Taucheinsatzleiter hat den Taucheinsatz zu planen, zu überwachen und zu dokumentieren sowie bei Störungen geeignete Maßnahmen zu veranlassen. Zentrales Element der Planung ist gemäß Arbeitsschutzgesetz die Gefährdungsbeurteilung. In der Gefährdungsbeurteilung werden nach einer systematischen Analyse potentielle Gefahren für die an einem Einsatz beteiligten Personen genannt und geeignete Maßnahmen entwickelt, um die Risiken bei der Tätigkeit zu minimieren. Die Ergebnisse der schriftlich fixierten Gefährdungsbeurteilung müssen in Form einer Unterweisung allen Beteiligten vor Aufnahme der Tätigkeit mitgeteilt werden. Im wissenschaftlichen Tauchen spielt dabei die Rettungskette eine wesentliche Rolle. Sie beginnt mit der Rettung des Verunfallten in eine sichere Umgebung – bis zur Erreichbarkeit der Tauchstelle durch Rettungskräfte (z. B. Melde- und Transportwege).
Im operativen Bereich leitet und verantwortet der Taucheinsatzleiter den Tauchgang von der Oberfläche aus und kommuniziert mit dem Einsatztaucher / den Einsatztauchern über eine Kommunikationseinrichtung (Kabelgebundene Sprechverbindung oder bei einfachen Einsätzen Signalleine). Der Forschungstaucher arbeitet entweder allein unter Wasser oder im Taucherpaar. Vor dem Einsatz wird maximale Tiefe und Tauchzeit nach der Tauchtabelle der DGUV Regel 101-023 festgelegt und eine Luftmengenberechnung durchgeführt zur Sicherstellung einer ausreichenden Luftmenge für den geplanten Einsatz. Ein Signalmann (bei einfachen Einsätzen in Personalunion mit dem Taucheinsatzleiter) hält zu jeder Zeit Kontakt mit dem oder den Einsatztaucher(n). Beim Einsatz mehrerer Taucher müssen diese untereinander mit Signalleinen (Tauchpartnerverbindungsleine) verbunden sein und kommunizieren können. Für Einsätze, die eine höhere Mobilität erfordern (z. B. großflächige Kartierungen), kann ein sogenannter Blubb verwendet werden. Dabei handelt es sich um einen zylindrischen, auffällig gefärbten Schwimmkörper, an dessen Ende die Signalleine des Tauchers befestigt ist. Beim Ziehen an der Leine richtet sich der Blubb auf, so kann mit dem Signalmann kommuniziert werden. Die Absicherung übernimmt ein Sicherungstaucher, der sich nahezu vollständig ausgerüstet für Notfälle bereithält. Unter bestimmten Bedingungen (siehe DGUV-Regel 101-023) kann, wenn die wissenschaftlichen Arbeiten ansonsten nicht durchgeführt werden können, auf eine Signalleine verzichtet werden. Dies muss schriftlich begründet werden mit einer gutachterlich belastbaren Erläuterung, wie die gleiche oder höhere Sicherheit hergestellt wird, als bei der Verwendung einer Signalleine.

## Hintergrund des Forschungstauchens
Ein geregeltes Verfahren für Forschungstaucher entstand erstmals 1970, nachdem zwei Taucher im Jahre 1969 vor Helgoland tödlich verunglückten sowie 1968 andere schwere Tauchunfälle im wissenschaftlichen Umfeld vorkamen. Da die Tätigkeit „wissenschaftliches Tauchen“ weder der klassischen kommerziellen Berufstaucherei noch dem Sporttauchen zugeordnet werden konnte, wurde ein eigenes Tauchverfahren mit einem spezifischen Ausbildungsgang eingeführt. Der „Hauptverband der gewerblichen Berufsgenossenschaften“ hat seinerzeit die „Richtlinien für den Einsatz von Forschungstauchern“ herausgegeben, die sich aus der Unfallverhütungsvorschrift „Taucherarbeiten“ (aktuell: DGUV Vorschrift 40) ableiten.
Gemäß Arbeitsschutzgesetz müssen in Deutschland berufliche Tätigkeiten von fachlich ausgebildeten und eingewiesenen Arbeitnehmern durchgeführt werden. Dies soll sicherstellen, dass im Rahmen einer beruflichen Tätigkeit sicheres Arbeiten gewährleistet ist. Für berufliche Arbeiten unter Wasser (Tauchen) im wissenschaftlichen Bereich hat die fachlich zuständige Berufsgenossenschaft für Unterwasserarbeiten (BG BAU) dazu ein allgemeingültiges Regelwerk für alle Branchen in welchen zu wissenschaftlichen Zwecken getaucht wird erlassen. Die aktuelle Version DGUV Regel 101-023 „Einsatz von Forschungstauchern“, erschienen im Juni 2011 Die Regel wird vom Fachausschuss Tiefbau (des Hauptverbandes der gewerblichen Berufsgenossenschaften) und der Prüfungskommission für Forschungstaucher unter der Mitwirkung der Kommission Forschungstauchen in Deutschland (KFT) regelmäßig aktualisiert.
Die DGUV Regel 101-023 gibt das Standardverfahren vor, nach dem Unternehmer wissenschaftliche Unterwasserarbeiten durchführen lassen müssen. Der Begriff Unternehmer ist im Originaltext der DGUV Regel 101-023 folgendermaßen definiert: „Unternehmer sind Mitglieder der Unfallversicherungsträger. Als Unternehmer gelten auch Institutsleiter oder Leiter von Forschungseinrichtungen, die Forschungstaucher mit wissenschaftlichen Arbeiten unter Wasser beauftragen.“ Berufsgenossenschaftliche Regelwerke sollen in erster Linie einen möglichst hohen Sicherheitsstandard bei gleichzeitig hoher Arbeitseffizienz schaffen und damit Unfälle vermeiden und Verfahren optimieren. Im Falle eines schwereren Unfalls werden BG-Vorschriften und Regelwerke von der ermittelnden Staatsanwaltschaft als Bewertungsgrundlage für die Klärung der Schuldfrage, bzw. in Zivilrechtsverfahren zur Klärung von Haftungsansprüchen benutzt. Wird, im Falle eines Arbeitsunfalles, der verantwortlichen Person (Arbeitgeber / Unternehmer / Institutsleiter etc.) ein grober Verstoß gegen die entsprechenden Regelwerke nachgewiesen (grobe Fahrlässigkeit), kann es in einem nachfolgenden Gerichtsverfahren (Strafrecht und Zivilrecht) zur Klärung der Unfallursache zu erheblichen Konsequenzen im straf- und zivilrechtlichen Bereich kommen bis zur Rückforderung von finanziellen Leistungen für die Behandlung des Verunfallten durch die in Vorleistung gegangenen Berufsgenossenschaften und Unfallkassen.

## Unterschiede zu anderen Arten des Tauchens
Beim Forschungstauchen besteht der Hauptunterschied zum Sporttauchen darin, dass der Unternehmer schriftlich einen fachlich geeigneten, erfahrenen Taucheinsatzleiter bestellt, der wiederum eine geeignete Tauchgruppe zusammenstellt. Der Taucheinsatzleiter hat den Taucheinsatz akribisch zu planen, zu überwachen und zu dokumentieren sowie bei Störungen geeignete Maßnahmen zu veranlassen. Zentrales Element seiner Planung ist die Gefährdungsbeurteilung, die nach dem Arbeitsschutzgesetz eigentlich Unternehmerpflicht ist. Der Unternehmer kann aber seine Verantwortung an eine qualifizierte Person delegieren. In der Gefährdungsbeurteilung müssen alle potentiellen Gefahren für sämtliche Beteiligte genannt und geeignete Abwehrmaßnahmen entwickelt werden. Die Ergebnisse der Gefährdungsbeurteilung müssen in Form einer Unterweisung allen Beteiligten mitgeteilt werden. Eine wesentliche Rolle dabei spielt die Rettungskette – beginnend von der Rettung des Verunfallten in eine sichere Umgebung – bis zu Erreichbarkeit der Tauchstelle durch Rettungskräfte (z. B. Melde- und Transportwege).
Ein weiterer Unterschied zum Sporttauchen besteht darin, dass die Kontrolle des Tauchgangs weitgehend über eine Oberflächenmannschaft erfolgt; der Forschungstaucher arbeitet meist allein unter Wasser und kann sich somit voll auf seine Aufgabe konzentrieren. Der Taucheinsatzleiter legt Tiefe und Tauchzeit fest und stellt über eine Luftmengenberechnung sicher, dass der Taucher dabei nicht in Luftnot kommt. Ein Signalmann über Wasser hat mittels einer Signalleine und bei erschwerten Tauchbedingungen über eine zusätzliche Sprechverbindung Kontakt zu dem Forschungstaucher. Sind mehrere Taucher gleichzeitig unter Wasser (3 sind max. erlaubt), müssen sie untereinander mit einer (Körper-)Leine verbunden sein. Für Einsätze, die eine höhere Mobilität erfordern (z. B. großflächige Kartierungen), kann ein sogenannter Blubb verwendet werden. Dabei handelt es sich um einen zylindrischen, auffällig gefärbten Schwimmkörper, an dessen Ende die Signalleine des Tauchers befestigt ist. Beim Ziehen an der Leine richtet sich der Blubb auf, so kann mit dem Signalmann kommuniziert werden.
Die Absicherung übernimmt ein Sicherungstaucher, der sich nahezu vollständig ausgerüstet für Notfälle bereithält.
Zur Standardausrüstung zählen Trockentauchanzug und Vollmaske.
Forschungstaucher dürfen keine gewerblichen Taucherarbeiten durchführen. Derartige Tätigkeiten werden durch Berufstaucher (Geprüfter Taucher) durchgeführt.

## Ausbildung zur “geprüften Forschungstaucherin” / zum “geprüften Forschungstaucher”
Die Ausbildung gliedert sich in eine Vorausbildung (Schwerpunkte Kondition, Schwimm- und Schnorcheltechniken, grundlegende Fähigkeiten am autonomen Leichttauchgerät und Sicherheitsübungen) und eine Endausbildung (Schwerpunkt wissenschaftliche Arbeitstechniken und Tauchgruppenorganisation). In Deutschland gibt es aktuell 7 zugelassene Ausbildungsbetriebe, die Vor- und Endausbildung anbieten und einen Betrieb (Universität Hamburg), der die Vorausbildung anbietet. Die Prüfung wird von der Prüfungskommission für Forschungstaucher der Deutschen Gesetzlichen Unfallversicherung (DGUV) abgenommen.

### Vorausbildung (meist an Universitäten)
- keine Taucherfahrung vorausgesetzt
- Oft semesterbegleitend, aber auch Blockkurs (4 Wochen möglich)
- arbeitsmedizinische Tauchtauglichkeitsbescheinigung (nach G 31.2)
- Rettungsschwimmer Silber
- HLW-Kurs nicht älter als 1 Jahr (tw. auch in Ausbildung integriert)

### Endausbildung
- abgeschlossene Vorausbildung, oder
- CMAS** oder gleichwertige Lizenz anderer Tauchverbände als Äquivalent zur o. g. Vorausbildung erforderlich
  - arbeitsmedizinische Tauchtauglichkeitsbescheinigung (nach G 31.2)
  - Schriftlicher Nachweis von 30 Tauchstunden mit 15 Tauchgängen zwischen 15 und 25 m Tiefe und 5 Tauchgängen > 25m
  - Eingangstest (Praxis & Theorie) auf dieser Grundlage
  - Rettungsschwimmer Silber
  - HLW-Kurs nicht älter als 1 Jahr
  - Oftmals als Blockkurs 4–5 Wochen

Die Ausbildung zur „geprüften Forschungstaucherin“ / zum „geprüften Forschungstaucher“ in Deutschland schließt mit einer zweitägigen Prüfung vor der DGUV Prüfungskommission für Forschungstaucher ab.
Für beide Ausbildungslinien ist der Besitz des Rettungsschwimmscheins (Deutsches Rettungsschwimmabzeichen Silber), ein Erste-Hilfe-Kurs (nicht älter als ein Jahr) von einer anerkannten Stelle sowie ein gesundheitliches arbeitsmedizinisches Zeugnis nach dem Grundsatz G31.2 erforderlich. Diese arbeitsmedizinische Untersuchung muss als Eignungsnachweis von einem Betriebs- oder Arbeitsmediziner ausgestellt sein und gilt in der Regel 12 Monate.
Alle Ausbildungsbetriebe und die jeweils angebotenen Kurse sind auf der Homepage der Kommission Forschungstauchen Deutschland (KFT) gelistet.
Deutschland wendet seit dem 1. Januar 2006 europäische Standards (gemäß den Beschlüssen des Workshop of the European Scientific Diving Committee, 24. Oktober 2000, Banyuls-sur-mer, France) an. Die deutsche Ausbildung zum Forschungstaucher erfüllt die Anforderungen des European Scientific Diver (ESD). Dazu gehören neben einer umfangreichen theoretischen Ausbildung: mind. 70 Freiwassertauchgänge, davon 20 mit wissenschaftlicher Aufgabe, 10 in Tiefen 15–24 m, 5 in Tiefen >25 m. Die Qualifikation Advanced European Scientific Diver (AESD) beinhaltet darüber hinaus Erfahrungen in Planung und Leitung wissenschaftlicher Tauchgänge. Einige Forderungen an die Taucherfahrungen: mind. 100 Freiwassertauchgänge, davon 10 zwischen 20 und 29 m, 10 >29 m (bis zum jeweiligen nationalen Limit), 20 unter erschwerten Bedingungen sowie 20 nachgewiesene Taucheinsatzleitungen.
Die Zertifizierung zum European Scientific Diver (ESD) und Advanced European Scientific Diver (AESD) in Deutschland erfolgt über die Kommission Forschungstauchen Deutschland (KFT).